# Mangifera altissima
El pajo o pao de Filipinas (Mangifera altissima) es una especie de mango perteneciente a la familia de las anacardiáceas.

## Hábitat
Es endémica de Indonesia, Malasia, Papúa Nueva Guinea, Filipinas y las Islas Salomón. Está amenazada por la pérdida de hábitat.

## Taxonomía
Mangifera altissima fue descrita por Francisco Manuel Blanco y publicado en Flora de Filipinas 181. 1837.
Sinonimia
- Buchanania reticulata Elmer[4]